# 2021년 부천국제판타스틱영화제
제25회 부천국제판타스틱영화제는 2021년 7월에 개최된 영화제이다.

## 수상 및 후보

### 부천 초이스: 장편 작품상
- 랑종 - 반종 피산다나쿤 수상

### 부천 초이스: 장편 감독상
- 그녀는 만찬에 초대받지 않았다 - 리 헤이븐 존스 수상

### 부천 초이스: 장편 심사위원 특별상
- 속거나 속이거나 - 쉬푸샹 수상

### 부천 초이스: 장편 관객상
- 님비: 우리 집에 오지 마 - 티무 니키 수상

### 코리안 판타스틱: 장편 작품상
- 액션히어로 - 이진호 수상

### 코리안 판타스틱: 장편 감독상
- 거래완료 - 조경호 수상

### 코리안 판타스틱: 장편 배우상
- 액션히어로 - 이석형 수상
- 쇼미더고스트 - 김현목 수상

### 코리안 판타스틱: 장편 배우상 심사위원 특별언급
- 신림남녀 - 박시연 수상
- 쇼미더고스트 - 한승연 수상

### 코리안 판타스틱: 장편 관객상
- 거래완료 - 조경호 수상

### 코리안 판타스틱: 장편 배급지원상
- 쇼미더고스트 - 김은경 수상
- 액션히어로 - 이진호 수상

### 코리안 판타스틱: 장편 왓챠가 주목한 장편
- 액션히어로 - 이진호 수상
- 거래완료 - 조경호 수상

### 코리안 판타스틱: 단편 작품상
- 칠흑 - 이준섭 수상

### 코리안 판타스틱: 단편 관객상
- 내 코가 석재 - 김보람 수상

### 코리안 판타스틱: 왓챠가 주목한 단편상
- 칠흑 - 이준섭 수상
- 목소리 - 김영제 수상
- 젖꼭지 3차 대전 - 백시원 수상
- 애타게 찾던 그대 - 이민섭 수상
- 크리스마스가 따뜻한 이유는 말이죠, - 최우진 수상

### 부천 초이스 작품상(단편)
- 박제 - 테오 리스 수상

### 부천 초이스 심사위원상(단편)
- 심야버스 - 조시에 수상

### 부천 초이스 관객상(단편)
- 박제 - 테오 리스 수상

### 부천 초이스 심사위원 특별언급(단편)
- 늑대인간 신부님 - 데이비드 프렌디빌 수상

### 멜리에스국제영화제연맹(MIFF) 아시아 영화상
- 에빈의 끝에서 - 메흐디 토라브베이기 외 1명 수상

### 넷팩상
- 드로스테 저편의 우리들 - 야마구치 준타 수상

### 부천 초이스(장편)
- 더 베타 테스트 - 짐 커밍스 외 1명
- 경고 - 다미안 맥카시
- 그녀는 만찬에 초대받지 않았다 - 리 헤이븐 존스
- 킹 카 - 헤나타 피녜이루
- 랑종 - 반종 피산다나쿤
- 님비: 우리 집에 오지 마 - 티무 니키
- 권총 - 뤼후이저우
- 공동주택 66 - 래 레드
- 속거나 속이거나 - 쉬푸샹
- 사악한 쾌락 - 코디 칼라한

### 부천 초이스(단편)
- 아키비스트 - 이고르 드랴차
- 그림자와 친구가 되는 법 - 모르 란크리
- 심야버스 - 조시에
- 살아있는 성기들의 밤 - 일리야 라우치
- 늑대인간 신부님 - 데이비드 프렌디빌
- 침입자 - 아스트리드 토르발센
- 범죄자들 - 세르하트 카라슬란
- 의료폐기물의 공포 - 안데르스 엘스루드 훌트그렌
- 나무 - 에릭오
- 우주 항해사 - 일리야 플류스닌
- 슬픔을 극복하는 방법 - 마크 마르티네즈 외 1명
- 박제 - 테오 리스

### 코리안 판타스틱: 장편경쟁
- 액션히어로 - 이진호
- 신림남녀 - 정지영
- 유령 이미지 - 이상준
- 거래완료 - 조경호
- 쇼미더고스트 - 김은경
- 트랜스 - 도내리
- 창애 - 이문영
- 평평남녀 - 김수정

### 코리안 판타스틱: 장편초청
- 에이아이 허 - 이정섭
- 칠-인의 노숙자 - 한받
- 내가 죽던 날 - 박지완
- 디바 - 조슬예
- 헛발질 - 배윤환
- 오늘 출가합니다 - 김성환

### 코리안 판타스틱: 단편
- 4단지에 사는 인자 - 신유정
- 공원로316 - 정민수
- 내 코가 석재 - 김보람
- 메이킹 메모리 - 박승범
- 순수의 숲: 직시의 습격 - 강동원
- 순자와 이슬이 - 김윤지
- 쓰레기의 섬 - 최열음
- 옥천 - 이경원
- 유산 - 남순아
- 칠흑 - 이준섭
- 토마토의 정원 - 박형남
- 허공의 빛 - 김서진

### 월드 판타스틱 레드
- 언더 더 커스 - 파트리크 리드르몽
- 잭슨을 위해서라면 뭐든지 - 저스틴 G. 다이크
- Apps - Lucio A. ROJAS 외 4명
- 에빈의 끝에서 - 모하마드 토라브베이기 외 1명
- 베이비 - 후안마 바호 우료아
- 바르셀로나의 뱀파이어(영어판) - 루이스 다네스
- 베니 러브 유 - 칼 홀트
- 피에 굶주린 - 아멜리아 모지스
- 빌어먹을 - 알리스터 그리어슨
- 커밍 홈 인 더 다크 - 제임스 애쉬크로프트
- 다크 월드 - 찟신 뽕인타라쿤
- 죽음의 올가미 - 코넬리오 써니
- 더 퍼지: 포에버 - 에베라도 구트
- 제4의 얼굴 - 란지트 카말라 상카르 외 1명
- 프랭크와 제드 - 제시 블랜차드

- 신상 - 프라부 솔로몬
- 제이콥의 아내 - 트래비스 스티븐스
- 크라트 - 라스무스 메리부
- 고독한 늑대의 피: 레벨 2 - 시라이시 카즈야
- 엘리베이터 게임 - 피터 모우루가야
- 동생을 위한 절대적 사랑 - 조나단 쿠아르타스
- 같이 놀아줘 - 아드리안 가르시아 보글리아노
- 사메지마 사건 - 나가에 지로
- 잔영공간 - 글렌 찬
- 살인 청바지 - 엘자 케파트
- 폭력의 음 - 알렉스 노이어
- 여보, 미안해 - 예르나르 누르갈리에프
- 버추얼 리얼리티 - 에르난 핀들링

### 월드 판타스틱 블루
- A-Ha : 테이크 온 미 - 토마스 롭삼 외1명
- 우리 뜻대로 - 첸헝이 외 1명
- 드로스테 저편의 우리들 - 야마구치 준타
- 사기도 리콜이 되나요 - 메즈 타라톤
- 크로스 더 라인 - 다비드 빅토리
- 새벽 - 달리보 마타니치
- 친애하는 세입자 - 청유치에
- 디너 인 아메리카 - 애덤 카터 레마이어
- 포르투나: 소녀와 거인 - 니콜란젤로 젤로르미니
- 지오라마 보이 파노라마 걸 - 세타 나츠키
- 여기와 거기 - JP 하박
- 망 호세 - 레이니어 브리주엘라
- 길 위의 미키 - 루미엔미엔
- 세상에서 가장 아름다운 소년 - 크리스티나 린드스트롬 외 1명
- 스즈키 씨 - 사사키 오모이
- 올드맨 무비 - Mikk MAGI 외 1명
- 파라노이아 - 리리 리자
- 핑크 클라우드 - 이울리 제르바지
- 간호중 - 민규동
- 내 마음속의 사사키 - 우치야마 타쿠야
- 남쪽섬 이야기 - 총 킷 옹
- 치명적 발굴 - 존 C. 라이언스 외 1명
- 말을 잃은 사람들 - 파스칼 라바테
- 댄스스트리트 - 아담 사우핑 웡

### 패밀리존
- 누사 더 무비 - 보니 위라스모노
- 극장판 비밀x전사 팬터미라지! - 미이케 다카시
- 슈퍼히어로 - 김민하
- 매직 로드 - 올렉 포고딘

### 금지구역
- 악의를 위해서 - 리스 에벤센 외 1명
- 후레자식들 - 레니 기트 외 1명
- 스파인 오브 나이트 - 필립 젤랏 외 1명
- 죄의 근원 - 마들렌 심즈-퓨어 외 1명

### 판타스틱 단편 걸작선
- 202 201 - 조영명
- 윌리엄을 찾아서 - 김샛별
- chi chi - 전찬우
- Made for each other - 김소현
- 개미지옥 - 강우진
- 구름이 다소 끼겠습니다 - 김종헌
- 그날의우린 - 김현영
- 만날 수 없어 만나고 싶은데 - 백재호
- 매미 - 윤대원
- 목소리 - 김영제
- 몽일장 - 제림
- 복수의 방식 - 조세원
- 북극성 - 염승민
- 빨래 - 김혜진
- 상희 - 김무늬
- 서정시작법 - 윤혜인
- 세척 - 은종훈
- 십장생 - 정재연
- 이매몽 - 원지호
- 인생작 - 김민재
- 잃어버린 외장하드를 찾는 이상한 모험 - 백승화
- 점프 - 김현수
- 젖꼭지 3차 대전 - 백시원
- 좀비비 - 배미리
- 죽이는 감독 - 엄하늘
- 쥐뢰 - 홍연이
- 증발 - 형슬우
- 지도 바깥 수직방향으로 - 정혜정
- 캐시 - 길이지
- 크리스마스가 따뜻한 이유는 말이죠, - 최우진
- 특별장학금 - 양윤정
- 햄스터 죽이기 - 임시연
- 끝내주는 절벽 - 박선용
- 수집가들 - 서원태
- 벌집 - 클로비스 탕기-테스튀
- 불안은 영혼을 잠식한다 - 김동식
- 눈물 - 라이언 옥센버그
- 검은수염 선장 - 마테오 그라니요
- 출산예정일 - 유호 포시
- 안아줘, 독바로 안아줘! - 이지안
- 인페르노 - 캐서린 체디억 퍼트냄
- 투게더 - 닐 댄드
- 중고거래 - 프란체스코 가브리엘
- 어둠의 방 - 다니엘 비케이라
- 데이즈 오브 더 뉴 - 키스 델리게로
- 귀신친구 - 정혜연
- 샤이니 뉴 월드 - 얀 판 호르큄
- 풍선껌 - 미히르 파드나비스
- 새를 잡아먹는 것 - 소피 메어 외 1명
- 애타게 찾던 그대 - 이민섭
- 그날의 기억 - 미겔 캄파냐
- 라이프 인 박스 - 리헝지에
- 흔적 - 서태범
- 스턱 - 데이비드 미칼슨
- 테오 - 에두아르도 번스터
- 별난TV백과 : 전국의 기인들을 찾아서! 제 617회: 괴짜 아저씨와 말하는 염소의 기묘한 동거 - 안윤빈
- 마녀 - 세사르 양
- 소망어린이집 근무안내서 - 김민지
- 늑대가 온다 - 줄리 로하트
- 로타리 여자 - 윤은경
- 아리아 - 크리스토퍼 풀
- 누에보 리코 - 크리스티안 메르카도
- 딩크족 - 김승민
- 이브 - 곤살로 요렌테
- 세상의 마지막 크리스마스 - 다비드 무뇨즈 외 1명
- 3 Walls & a Roof - Mathilde DUGARDIN 외 3명
- 아버지의 가위 - 마츠우라 나오키
- 오늘 날씨가 참 좋네요 - 리엔춘치엔
- 끝없는 추락 - 안드레아스 엘스너
- 악의 호기심 - 빅토르 트리필리프
- 바다 위의 별 - 장승욱
- 대답하지 마 - 아르투리 로스텐 외 1명
- 심포니 - 에릭오
- 하트 - 에릭오
- 사과 먹는 법 - 에릭오
- 댐 키퍼 - 로버트 콘도 외 1명
- 군터 - 에릭오
- O - 에릭오
- 무지개 칠하는 법 - 에릭오
- 오페라 - 에릭오
- 나무 - 에릭오

### 스트레인지 오마쥬
- 놀이 공원 - 조지 로메로
- 피의 향연 - 허쉘 고든 루이스
- 버켓 오브 블러드 - 로저 코먼
- 소름 - 윤종찬
- 몽녀한 - 강범구
- 한국영화의 큰 별, 이춘연을 기리며
- 여고괴담 두번째 이야기 - 김태용 외 1명
- 더 테러 라이브 - 김병우

### 특별상영
- 25살 : 청년이 꿈을 잃을 나이 - 박철웅
- 25년 사귄 커플 - 정가영
- 브리드 - 변시연
- 거래 - 문시현
- 폴링인럽 - 박수영
- 킬리십오 - 우광훈
- 나처럼 너처럼 - 허철
- 러시안 룰렛 - 오인천
- 비번 #2525 - 봉만대
- 25명을 죽인 여자 - 정하린